# 16590 Brunowalter
16590 Brunowalter (1992 SM2) là một tiểu hành tinh vành đai chính được phát hiện ngày 21 tháng 9 năm 1992 bởi F. Borngen và L. D. Schmadel ở Tautenburg.